# Долгов, Олег Владимирович
Оле́г Влади́мирович Долго́в (9 апреля 1952, Дзержинск — 2 августа 2024, Потсдам) — советский и российский учёный. Доктор физико-математических наук, профессор Института физики твёрдого тела Общества Макса Планка, специалист в области сверхпроводимости. Вне профессиональной сферы был известен как игрок «Что? Где? Когда?».

## Профессиональная карьера
Закончил Московский физико-технический институт (МФТИ) по специальности «проблемы физики и астрофизики». Дипломная работа была посвящена сверхпроводимости белых карликов. В 1978 году окончил аспирантуру у Виталия Гинзбурга с диссертацией на тему сверхпроводимости анизотропного и неоднородного вещества. С 1996 года доктор физико-математических наук, тема диссертации «Влияние сильного электрон-фононного взаимодействия на динамические и термодинамические свойства сверхпроводников».
Сотрудник Физического института имени П. Н. Лебедева Российской академии наук (сектор теории сверхпроводимости) и Института исследований твёрдых тел Общества Макса Планка в Штутгарте. Также вёл преподавательскую работу в МФТИ и на физическом факультете Тюбингенского университета.
Темы исследований: сверхпроводимость; диэлектрическая восприимчивость и магнитная проницаемость твёрдых тел; функции реакции конденсированных сред; системы с тяжёлыми фермионами.

### Избранная библиография
О. В. Долгов является автором или соавтором более чем ста публикаций в профессиональной литературе, включая такие ведущие советские, американские и европейские физические журналы, как «Успехи физических наук», «Письма в Журнал экспериментальной и теоретической физики», Physical Review B, Physical Review Letters, Physica C: Superconductivity.
Энциклопедические статьи
- Автор статей «Диэлектрическая постоянная» (в соавторстве) и «Обобщённая восприимчивость» в Физической энциклопедии.

Коллективные монографии
- O. V. Dolgov, D. A. Kirzhnits, E. G. Maksimov. Dielectric function and superconductivity // Superconductivity, Superdiamagnetism and Superfluidity / V.L.Ginzburg. — Moscow: MIR Publishers, 1987. — 327 p.
- O. V. Dolgov, E. G. Maksimov. Electron-phonon interaction and superconductivity // Thermodynamics and Electrodynamics of Superconductors / V.L.Ginzburg. — Commack, NY: Nova Science Pub, 1988. — 294 p. — ISBN 978-0-941743-18-1.
- O. V. Dolgov, E. G. Maksimov. Dielectric function of crystalline systems // Dielectric Function of Condensed Systems / L.V.Keldysh, D.A.Kirzhnits, A.A.Maradudin. — Amsterdam: North-Holland, 1989. — 594 p. — ISBN 978-0444873668.

Публикации в русских периодических изданиях
- О. В. Долгов, Е. Г. Максимов. О знаке статической диэлектрической проницаемости простых металлов. // Журнал экспериментальной и теоретической физики. — 1978. — Т. 28, № 1. — С. 3—6.
- О. В. Долгов, Е. Г. Максимов. Эффекты локального поля и нарушение соотношений Крамерса—Кронига для диэлектрической проницаемости. // Успехи физических наук. — Российская академия наук, 1981. — Т. 135, № 3. — С. 441—477.
- О. В. Долгов, Е. Г. Максимов. Критическая температура сверхпроводников с сильной связью. // Успехи физических наук. — Российская академия наук, 1982. — Т. 138, № 1. — С. 95—128.
- О. В. Долгов, Е. П. Фетисов, Д. И. Хомский. Межзонное спаривание и сверхпроводимость систем с тяжёлыми фермионами. // Журнал экспериментальной и теоретической физики. — 1986. — Т. 44, № 7. — С. 342—344.
- Л. Н. Булаевский, О. В. Долгов. Свойства сверхпроводников с сильным электрон-фононным взаимодействием. // Журнал экспериментальной и теоретической физики. — 1987. — Т. 45, № 9. — С. 413—415.
- Е. Г. Максимов, О. В. Долгов. О возможных механизмах высокотемпературной сверхпроводимости. // Успехи физических наук. — Российская академия наук, 2007. — Т. 177, № 9. — С. 983—988.

Публикации в зарубежных периодических изданиях
- O. V. Dolgov, D. A. Kirzhnits, and E. G. Maksimov. On an admissible sign of the static dielectric function of matter. // Reviews of Modern Physics. — 1981. — Т. 53, № 1. — С. 81—93.
- S. V. Shulga, O. V. Dolgov, and E. G. Maksimov. Electronic states and optical spectra of HTSC with electron-phonon coupling. (недоступная ссылка — история) // Physica C: Superconductivity. — 1991. — Т. 178, № 4—6. — С. 266—274.
- R. Combescot, O. V. Dolgov, D. Rainer, and S. V. Shulga. Optical absorption in the strong-coupling limit of Eliashberg theory. // Physical Review B: Condensed Matter and Materials Physics. — 1996. — Т. 53, № 5. — С. 2739—2745.
- S. D. Adrian, O. Dolgov, S. Shulga, and V. Z. Kresin. Density of states and the energy gap in superconducting cuprates. // Physical Review B: Condensed Matter and Materials Physics. — 1997. — Т. 56, № 13. — С. 7878—7881.
- M. L. Kulić, and O. V. Dolgov. Anisotropic impurities in anisotropic superconductors. // Physical Review B: Condensed Matter and Materials Physics. — 1999. — Т. 60, № 18. — С. 13062—13069.
- O. Dolgov, and N. Schopohl. Transition radiation of moving Abrikosov vortices. // Physical Review B: Condensed Matter and Materials Physics. — 1999. — Т. 61, № 18. — С. 12389—12393.
- A. E. Karakozov, E. G. Maksimov, and O. V. Dolgov. Electromagnetic response of superconductors and optical sum rule // Solid State Communications. — 2002. — Т. 124, № 4. — С. 119—124.
- I. I. Mazin, O. K. Andersen, O. Jepsen, O. V. Dolgov, J. Kortus, A. A. Golubov, A. B. Kuz’menko, and D. van der Marel. Superconductivity in MgB2: Clean or Dirty? // Physical Review Letters. — 2002. — Т. 89, № 10. — С. 107002.1—107002.4.
- L. Boeri, O. V. Dolgov, and A. A. Golubov. Electron–phonon properties of pnictide superconductors. // Physica C: Superconductivity. — 2009. — Т. 469, № 9—12. — С. 628—634.

## «Что? Где? Когда?»
В телеклуб Олег Долгов впервые попал в 1979 году по рекомендации Виктора Сиднева. Лауреат специального приза «За уверенность в своих знаниях» за 1980 год. В 1987 году Долгов, выступавший в составе сборной СССР (другие участники — Виктор Сиднев, Сергей Пестов, Александр Бялко, Александр Друзь, Никита Шангин), был удостоен приза международных игр «Что? Где? Когда?» в Болгарии — «Фарфоровой улитки». В 2000 году сел за стол в составе «сборной 80-х годов» в рамках Юбилейных игр клуба.

## Смерть
Скончался 2 августа 2024 года в Потсдаме (Германия) в возрасте 72 лет. 25 августа 2024 года в телефонном разговоре с представителями газеты «Известия» Виктор Сиднев, комментируя смерть Александра Бялко, упомянул, что Олег Долгов умер за месяц до этого.